# Scamandro (figlio di Dimaco)
Scamandro (in greco antico: Σκάμανδρος?, Skámandros) è un personaggio della mitologia greca figlio di Dimaco e Glaucia, figlia a sua volta del dio fluviale Scamandro.

## Mito
Su richiesta di Eracle, Scamandro fu eletto re di Beozia. Egli diede il proprio nome al fiume Inaco, quello di sua madre Glaucia ad un altro corso d'acqua che scorreva vicino al primo e quello di sua moglie Acidusa ad una sorgente. Con lei aveva avuto tre figlie.

### La fondazione di Troia
Una delle varie leggende della creazione della mitica città vede Scamandro guidare un terzo della popolazione di Creta preda di una carestia alla ricerca di terre più felici. Ricordandosi del consiglio di Apollo di fermarsi dove dei nemici li avrebbero attaccati di notte, così egli fece e si sposò con la ninfa Idea, con il quale ebbe un figlio, Teucro.
In seguito Scamandro morì, il suo corpo cadde in un fiume e il suo posto fu preso dal figlio.